# Дабу
Дабу (фр. Dabou) — місто на півдні Кот-д'Івуару, адміністративний центр округу Гран-Пон і району Лаґюн загалом.

## Клімат
Місто знаходиться у зоні, котра характеризується кліматом тропічних саван. Найтепліший місяць — березень із середньою температурою 27.7 °C (81.9 °F). Найхолодніший місяць — серпень, із середньою температурою 24.5 °С (76.1 °F).
| Клімат Дабу             | Клімат Дабу | Клімат Дабу | Клімат Дабу | Клімат Дабу | Клімат Дабу | Клімат Дабу | Клімат Дабу | Клімат Дабу | Клімат Дабу | Клімат Дабу | Клімат Дабу | Клімат Дабу | Клімат Дабу |
| Показник                | Січ.        | Лют.        | Бер.        | Квіт.       | Трав.       | Черв.       | Лип.        | Серп.       | Вер.        | Жовт.       | Лист.       | Груд.       | Рік         |
| Середня температура, °C | 26,6        | 27,5        | 27,7        | 27,7        | 27,1        | 25,9        | 25          | 24,5        | 25          | 26,1        | 27          | 26,6        | 26,4        |
| Норма опадів, мм        | 17.9        | 57.6        | 116.8       | 141.7       | 254.9       | 524.2       | 167.9       | 36.9        | 83.4        | 145.6       | 133.8       | 62.9        | 1743.6      |
| Днів з опадами          | 2,2         | 4,2         | 8,5         | 10,4        | 16,4        | 21          | 12,5        | 12,2        | 11,3        | 13          | 12,1        | 6,3         | 130,1       |
| Вологість повітря, %    | 79.8        | 80.2        | 81.6        | 81.9        | 83.3        | 85.6        | 85.9        | 86.8        | 86.5        | 84.5        | 82.5        | 81.8        | 83.4        |
| ----------------------- | ----------- | ----------- | ----------- | ----------- | ----------- | ----------- | ----------- | ----------- | ----------- | ----------- | ----------- | ----------- | ----------- |
| Джерело: Weatherbase    |             |             |             |             |             |             |             |             |             |             |             |             |             |